# Love Live! Sunshine!!
Love Live! Sunshine!! (ラブライブ! サンシャイン!! Rabu Raibu! Sanshain!!) ist eine Manga-Reihe und Anime-Fernsehserie, die zum gleichnamigen Franchise gehört und eine Fortsetzung der Reihe Love Live! School Idol Project mit gänzlich neuen Charakteren darstellt, während die Prämisse des Vorgängers erhalten bleibt.
Wie bei Love Live! School Idol Project entsteht die Manga-Reihe durch die Romancière Sakurako Kimino während die Zeichnungen dieses Mal von Masaru Oda beigesteuert werden. Eine 26-teilige Anime-Fernsehserie lief ab Juli 2016 im japanischen Fernsehen. Der Anime wurde im deutschsprachigen Raum durch Kazé Anime auf DVD und Blu-ray-Disc veröffentlicht.
Im Jahr 2019 folgte mit Love Live! Sunshine!! The School Idol Movie: Over the Rainbow ein Kinofilm, der die Geschichte der Anime-Fernsehserie abschließt.

## Handlung
Die Prämisse bleibt im Vergleich zum Vorgänger bei Love Live! Sunshine!! weitestgehend gleich: Neun Oberschülerinnen schließen sich zu einer Idol-Gruppe zusammen um die Attraktivität ihrer Schule zu erhöhen und damit eine geplante Zusammenlegung dieser mit einer anderen Schule zu verhindern.
Die Handlung spielt in Uchiura bei Numazu in der Präfektur Shizuoka: Die dortige Uranohoshi-Mädchenakademie droht wegen ausbleibender Schülerregistrierungen die Schließung und der Zusammenschluss mit einer vom gleichen Schicksal gebeutelten Schule in Numazu. Chika Takami, eine eher unscheinbare Schülerin der Mädchenakademie, beschließt – inspiriert durch die Idol-Gruppe μ’s – mit ihren Freundinnen ebenfalls eine Idol-Gruppe zu gründen, um das Schicksal ihrer Schule abwenden zu können. Ihre Gruppe trägt den Namen Aqours (アクア Akua) und sie beschließen am Love Live! School Idol Contest teilzunehmen, welcher seit dem Sieg von μ’s eine wesentlich größere Wettbewerbsdichte erfahren hat.

## Medien

### Print
Im Mai des Jahres 2016 startete Sakurako Kimino, die bereits die Manga- und Light-Novel-Reihe zum Vorgänger schrieb, eine Manga-Serie unter dem Namen Love Live! Sunshine!! Die Zeichnungen stammen von Masaru Oda. Der Manga wird im Dengeki G’s Magazine herausgegeben. Im September 2016 wurde der erste Manga-Band im Tankōbon-Format veröffentlicht. Bis März 2018 erschienen insgesamt drei Bände. Gempak Starz, ein Mangaverleger des Unternehmens Kadokawa, veröffentlicht den Manga in englischer Sprache in Malaysia.
Am 30. Juni 2016 wurde ein 160-seitiges Fanbuch zu Love Live! Sunshine!! veröffentlicht, welches die Mitglieder der fiktiven Idol-Gruppe Aqours vorstellt und einen Original-Manga von Kimino beinhaltet.

### Anime
Das japanische Animationsstudio Sunrise produzierte eine 26-teilige Anime-Fernsehserie, die in zwei Staffeln zu je dreizehn Episoden aufgeteilt wurde. Als Regisseur fungierte Kazuo Sakai. Das Drehbuch wurde von Jukki Hanada angefertigt. Das Charakterdesign wurde von Yūhei Murota entworfen und die Musik von Tatsuya Katō komponiert. Die erste Staffel wurde zwischen dem 2. Juli und dem 24. September 2016 im japanischen Fernsehen gezeigt. Crunchyroll zeigte die Serie in England und Irland im Simulcast, während die Serie in den USA auf Funimation im Simulcast lief.
Der Anime wurde in Nordamerika von Funimation, im Vereinigten Königreich von Anime Limited und in Australien von Madman Entertainment lizenziert.
Sowohl der Vorspanntitel Aozora Jumping Heart (青空Jumping Heart) als auch das Lied im Episoden-Abspann Yume Kataru Yori Yume Utaou (ユメ語るよりユメ歌おう) wurde von der fiktiven Idol-Gruppe Aqours gesungen.
Zwischen dem 7. Oktober und dem 30. Dezember 2017 wurde die 13-teilige zweite Staffel im Fernsehen gezeigt. Im Januar 2019 erhielt die Anime-Fernsehserie eine Fortsetzung in Form eines Anime-Kinofilms, der die Handlung der Serie abschließt. An der Filmproduktion wirkte das gleiche Team mit, die sich bereits für die Entstehung der Fernsehserie verantwortlich zeigten. Zudem kehrten sämtliche Synchronsprecherinnen zurück, die bereits in der Serie zu hören waren.
Im deutschsprachigen Raum wurde die erste Staffel der Anime-Fernsehserie durch Kazé Anime auf DVD und Blu-ray veröffentlicht. Beide Staffeln sind auf Anime on Demand als Stream verfügbar, wobei nur die erste Staffel synchronisiert wurde und die zweite Staffel im japanischen Originalton mit deutschen Untertiteln zum Abruf steht.

#### Synchronisation
| Rolle             | Japanische Stimme (Seiyū) | Deutsche Stimme |
| ----------------- | ------------------------- | --------------- |
| Chika Takami      | Anju Inami                | Anna Gamburg    |
| Riko Sakurauchi   | Rikako Aida               | Josefin Hagen   |
| Kanan Matsuura    | Nanaka Suwa               | Jamie Lee Blank |
| Yoshiko Tsushima  | Aika Kobayashi            | Jodie Blank     |
| Dia Kurosawa      | Arisa Komiya              | Laurine Betz    |
| Yō Watanabe       | Shuka Saitō               | Jasmin Arnoldt  |
| Hanamaru Kunikida | Kanako Takatsuki          | Tina Haseney    |
| Mari Ohara        | Aina Suzuki               | Inken Baxmeier  |
| Ruby Kurosawa     | Ai Furihata               | Jennifer Weiß   |
| Mito Takami       | Kanae Itō                 | Bettina Kenney  |
| Shima Takami      | Kana Asumi                | Annika Tenter   |
| Ria Kazuno        | Hinata Satō               | Bettina Kenney  |
| Seira Kazuno      | Asami Tano                | Annika Tenter   |

## Erfolg

### Kommerziell
Die zweite Staffel von Love Live! Sunshine!! war in Japan der kommerziell erfolgreichste Anime im Bezug auf DVD- und Blu-ray-Verkäufe. Im Zeitraum vom 11. Dezember 2017 und dem 9. Dezember 2018 konnten 330.000 Einheiten verkauft werden. Die erste Staffel landete im gleichen Zeitraum auf Platz 15 mit knapp 64.000 verkaufen Einheiten.
Auf musikalischer Ebene konnte die fiktive Idol-Gruppe Aqours zahlreiche Chartnotierungen in den japanischen Musikcharts, die von Oricon ermittelt werden, einheimsen und mehrere goldene Schallplatten erreichen.

### Besprechungen
Nick Creamer besprach die erste Hälfte von Love Live! Sunshine!! für die Online-Plattform Anime News Network. Er kritisierte, dass man das Grundkonzept aus der ersten Anime-Fernsehserie beibehalten habe, lobte aber die Charaktere, die dem Zuschauer im Vergleich zum Vorgänger wesentlich nachvollziehbarer geworden sind.

### Zusammenarbeit mit anderen Unternehmen
Im Jahr 2017 wurde Hanamaru Kunikida zum Gesicht der Spieleserie Puyo Puyo des Entwicklers SEGA und folgte damit auf Rin Hoshizora, die zuvor diese Rolle innehatte. Die Charaktere waren zudem im Spiel Puchiguru Love Live! spielbar.
Zwischen dem 9. und 21. August 2018 existierte im Rahmen einer Kooperation mit dem Smartphone-Spiel Granblue Fantasy die Möglichkeit, Charaktere aus Love Live! Sunshine!! im Rahmen der Love Live! Sunshine!! Aqours Sky High!-Mission freizuschalten.